# شهرستان یوانچو
شهرستان یوانچو (به لاتین: Yuanqu County) یک شهرستان‌های جمهوری خلق چین در چین است که در یانگچنگ واقع شده‌است.